# Satsuki Yukino
Satsuki Yukino (jap. 雪野 五月/雪乃 五月, Yukino Satsuki; * 25. Mai 1970 in Ōtsu als Yuki Inoue (井上 由起, Inoue Yuki)) ist eine japanische Synchronsprecherin (Seiyū). Sie arbeitet für die Agentur Ken Production. Satsuki Yukino ist in Japan bekannt für ihre Rollen als Kagome Higurashi in Inuyasha, Kaname Chidori in Full Metal Panic!, Milly Thompson in Trigun, Mutsumi Otohime in Love Hina, Tae Shimura in Gintama und Mion und Shion Sonozaki in Higurashi no Naku Koro ni.

## Biografie
Satsuki Yukino ist das jüngste von vier Geschwistern. Sie entschloss sich Synchronsprecherin zu werden als sie die Anime Ikkyū-san und Maison Ikkoku sah. Nach ihrem Abschluss an der Präfekturoberschule von Shiga Ishiyama (滋賀県立石山高等学校, Shiga-kenritsu Ishiyama kōtō gakkō) überzeugte sie ihre Eltern sie nach Tokio gehen zu lassen. Dort besuchte sie die Tokioter Fachschule Announce-Gakuin (専門学校東京アナウンス学院, Semmon gakkō Tōkyō anaunsu gakuin) – eine Fachschule zur Ausbildung von Synchronsprechern, Ansagern und Owarai-Komikern –, die sie 1991 abschloss.
1992 hatte sie ihre erste Synchronsprechrolle als namenloses Mädchen für die US-Serie Wunderbare Jahre auf dem NHK-Bildungskanal. Ab 1996 mit ihrer Rolle als Kiko Ninomiya in Kiko-chan Smile bekam sie regulär Rollen. Obwohl sie in Kiko-chan Smile die Hauptrolle sprach, hatte sie auf Grund der Wortkargheit ihrer Rolle, ihre erste größere Sprechrolle als Mei Li in Chūka Ichiban!. 1998 folgten Hauptrollen als Red in Takoyaki Mant-Man und eine begleitende Hauptrolle als Milly Thompson in Trigun. Große Bekanntheit erlangte sie 2000 als Kagome Higurashi in Inuyasha, 2001 als 003 in Cyborg 009: The Cyborg Soldier und 2002 als Kaname Chidori in Full Metal Panic!.
Ihr Künstlername setzt sich zusammen aus einem Teil ihres Künstlernamens aus der Rakugo-AG während ihrer Schulzeit und dem Vornamen ihrer Mutter. Im Mai 2003 änderte sie die Schreibweise von 雪乃 五月 in das gleichlautende 雪野 五月.

## Rollen (Auswahl)
| - 009-1 (009-3) - Ai yori Aoshi (Tina Foster) - Angelic Layer (Tamayo Kizaki) - Area 88 (Ryōko Tsugumo) - Azumanga Web Daiō (Koyomi „Yomi“ Mizuhara) - Bleach (Yoruichi Shihōin) - Blue Drop – Tenshi-tachi no Gikyoku (Michiko Kōzuki) - Bubblegum Crisis Tokyo 2040 (Sylia Stingray) - Chibi-Kero: Kero Ball no Himitsu!? (Chibi-Pururu) - Chūka Ichiban! (Mei Li) - Cyborg 009: The Cyborg Soldier (003/Françoise Arnoul) - Full-Metal-Panic!-Reihe (Chidori Kaname) - Gallery Fake (Sayoko Mitamura) - Genshiken (Saki Kasukabe) - Gintama-Reihe (Tae Shimura, Yotchan) - Higurashi no Naku Koro ni (Mion Sonozaki, Shion Sonozaki) - Hitohira (Sakaki Mirei) - Inuyasha (Kagome Higurashi) - Jinki:Extent (Shizuka Tsuzaki) - Joshi Kōsei: Girls-High (Akari Kōda) - Keisatsu Senshatai: Tank S.W.A.T. (Reona Ozaki) - Keroro Gunsō (Pururu) - Kiko-chan Smile (Kiko Ninomiya, Hiibaa) - Love Hina (Mutsumi Otohime) - Madlax (Vanessa Rene) - Naru Taru (Hoshimaru, Mamiko Kuri, Jun Ezumi) - Ōgon no Hō (Arisa) - Pani Poni Dash! (Rei Tachibana) - Planetes (Ai Tanabe) - Robby & Kerobby (Robby) - R.O.D – the TV (Nenene Sumiregawa) - Sailor Moon Crystal (Kouan) - Seishōjo Kantai Virgin Fleet (Satsuki Yukimizawa) - Soreyuke! Uchū Senkan Yamamoto Yōko (Momiji Kagariya) - Space Symphony Maetel: Ginga Tetsudō Three Nine Gaiden (Maetel) - Trigun (Milly Thompson) - Ultra Maniac (Ayu Tateishi) - Wagamama Fairy Mirmo de Pon! Charming (Haruka Moroshita) | - Anubis Zone of the Enders (Ken Marinaris) - Bleach-Reihe (Yoruichi Shihōin) - Canary – Kono Omoi o Uta ni Nosete (Megumi Chigasaki) - Higurashi no Naku Koro ni, Higurashi Daybreak (Mion Sonozaki, Shion Sonozaki) - Machi (Shiori Asō) - Monster Kingdom Jewel Summoner (Rin) - One – Kagayaku Kisetsu e (PS2-Fassung) (Misaki Kawana) - Secret of Evangelion (Hitomi Kaga) - Wrestle Angels: Survivor (Miyuki Sanada) |